# Еквівалентна доза
Еквівалентна доза (equivalent dose англ.) — добуток поглиненої  дози іонізуючого випромінювання на середній коефіцієнт ефективності іонізуючого випромінювання, що враховує  різний біологічний вражаючий ефект різного іонізуючого випромінювання на фіксованому типі біологічної тканини. Еквівалентна доза оціюнює різний біологічний вплив різного іонізуючого випромінювання, на фіксований тип тканини.
Для загальної оцінки впливу (шкоди) іонізуючого випромінювання на здоров’ю людини, з врахуванням різного типу біологічних тканин та органів розраховується ефективна доза.
(Числова оцінка ефективної дози в 10-20 разів менша від еквівалентної, у випадку ренгенівського, гамма, чи бета випромінювання.)
Знання основних закономірностей та особливостей біологічної дії іонізуючих випромінювань необхідно для регламентування доз радіаційного впливу на людей, що працюють з відповідними джерелами випромінювання чи перебувають в сфері їх впливу, а також для обґрунтування медичних заходів за радіаційного ураження.

## Історія
Концепція еквівалентної дози була розроблена в 1950-х роках. Спочатку при визначенні радіологічних захисних величин їх пов'язували з коефіцієнтом якості випромінювання, що є функцією лінійної передачі енергії. У своїх рекомендаціях 1990 року Міжнародна комісія з радіаційного захисту (МКРЗ) переглянула визначення деяких величин радіаційного захисту та надала їм нові назви. Метод зважування випромінювання під час розрахунку величини еквівалентної дози був змінений. Комісія вибрала набір вагових коефіцієнтів випромінювання, які були визнані прийнятними для використання в радіаційному захисті. Значення  були здебільшого визначені, виходячи з відносної біологічної ефективності (ВБЕ) різних видів випромінювання, та обрані на підставі експертних оцінок з широкого діапазону даних по ВБЕ для стохастичних ефектів.
На 3-му Міжнародному симпозіумі МКРЗ з радіологічного захисту в жовтні 2015 року робочою групою 79 МКРЗ було запропоновано відмовитися від використання поняття еквівалентної дози на користь ефективної дози, що дозволило б уникнути плутанини між ними. Ця пропозиція на стадії обговорення.

## Біологічний вплив іонізуючого випромінювання
Будь-яке іонізуюче випромінювання, як за зовнішнього, так і внутрішнього опромінення, коли радіонукліди потрапляють в організм, викликає біологічні зміни в ньому. Біологічна дія іонізуючого випромінювання залежить від дози, часу опромінення, виду та енергії радіоактивного випромінювання, розмірів опроміненої поверхні та індивідуальних властивостей організму. Іонізуючі випромінювання, як правило, шкідливі та потенційно смертельні для живих організмів, але можуть також приносити і користь для здоров'я, наприклад, під час лікування раку методом променевої терапії. Найпоширенішою дією є провокування раку з латентним періодом в роки або і десятиліття після опромінення. Високі дози можуть викликати радіаційні опіки і навіть швидку загибель людини через гострий радіаційний синдром. Контрольовані дози використовуються для медичної візуалізації та променевої терапії.
Іонізуюче випромінювання спричиняє функціональні, анатомічні та метаболічні зміни на молекулярному, клітинному, тканинному, органному та організмовому рівнях.
В основі біологічної дії іонізуючого випромінювання лежать такі процеси:
1) поглинання енергії біосубстратом;
2) іонізація і збудження атомів та молекул з подальшим радіолізом і утворенням активних вільних радикалів, розвитком первинних радіаційно-хімічних реакцій і пошкодженням молекулярних утворень.
В основі радіаційних змін лежить пряма та непряма дія іонізуючого випромінювання. За прямої дії відбувається збудження та іонізація молекул речовини тканин і органів. Таким чином, іонізуюче випромінювання призводить до появи іонів та вільних радикалів. За непрямої (опосередкованої) відбуваються зміни молекул речовини, викликані продуктами радіаційного розпаду в оточуючому середовищі, тобто, утворені за прямої дії іони та вільні радикали "ламають" хімічні зв'язки і викликають інші молекулярні зміни, пошкоджуючи клітину.
Розрізняють два основних класи радіобіологічних ефектів – соматичні та генетичні. До соматичних радіобіологічних ефектів відносять зміни, які відбуваються в організмі протягом його онтогенезу – періоду індивідуального розвитку; до генетичних – ті, які реалізуються у наступних поколіннях. Соматичні ефекти поділяють на такі типи: радіаційна стимуляція, морфологічні зміни, променева хвороба, прискорення старіння, скорочення тривалості життя і загибель. Генетичне ушкодження є особливо небезпечним за дії іонізуючого опромінення, тому що призводить до виникнення у наступних поколіннях мутацій – нових форм організмів зі зміненими властивостями.
Багато променевих ушкоджень клітин організм загалом переносить легко, оскільки має місце швидке відновлення. Такі клітинні реакції називають кумулятивним ефектом опромінення. Реакції кумулятивного типу з’являються одразу після опромінення і швидко зникають. Найбільш універсальна з них – тимчасова затримка клітинного поділу, названа радіаційним блокуванням мітозу. Час затримки поділу залежить від дози іонізуючого випромінювання і проявляється у всіх клітинах незалежно чи виживуть вони, чи загинуть.

## Оцінювання еквівалентної дози

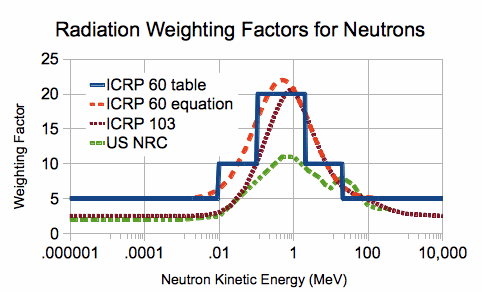
Ваговий коефіцієнт для нейтронів в залежності від їх кінетичної енергії, рекомендований МКРЗ (позначений як ICRP 103).

Дослідження наслідків опромінення живих тканин показало, що за однакових поглинених доз різні види випромінювання здійснюють різний біологічний вплив на організм. Це зумовлено тим, що важка частинка (наприклад, протон) створює на одиниці довжини пробігу в тканині більше іонів, ніж легка (наприклад, електрон). За однакової поглиненої дози радіобіологічний руйнівний ефект тим більший, чим вища іонізація, що створюється випромінюванням. Наприклад, β- та γ-випромінювання викликають досить низьку іонізацію, тому ймовірність пошкодження обох ланцюжків спіралі ДНК відносно невисока. Такі пошкодження можуть бути усунені відновними функціями організму. α -випромінювання характеризується високим рівнем іонізації, що підвищує ймовірність пошкодження обох ланцюжків ДНК, руйнуючи генетичну модель клітини, і навіть може призвести до її загибелі.
| Тип випромінювання                                 | Енергія        | {\displaystyle W_{R}}        |
| -------------------------------------------------- | -------------- | ---------------------------- |
| рентгенівське, γ-випромінювання, β-частинки, мюони |                | 1                            |
| нейтрони                                           | < 1 МеВ        | 2.5 + 18.2·e-[ln(E)]²/6      |
| нейтрони                                           | 1 MeV — 50 MeB | 5.0 + 17.0·e-[ln(2·E)]²/6    |
| нейтрони                                           | > 50 MeB       | 2.5 + 3.25·e-[ln(0.04·E)]²/6 |
| протони, заряджені піони                           |                | 2                            |
| α-частинки, уламки ядерного розпаду, важкі іони    |                | 20                           |

Щоб врахувати цей ефект, а також стохастичні наслідки опромінення для здоров'я (наприклад, довгострокова ймовірність виникнення раку і генетичних захворювань), введено поняття еквівалентної дози іонізуючого випромінювання. Вона є розрахунковою величиною, позаяк не може бути виміряна безпосередньо. За визначенням еквівалентна доза {\displaystyle H_{T}} — сума добутків поглинених доз {\displaystyle D_{R,T}} від різних видів випромінювання в даному елементі об'єму біологічної тканини або органу стандартного складу типу {\displaystyle T} на радіаційний ваговий коефіцієнт {\displaystyle W_{R}} :
{\displaystyle H_{T}=\sum _{R}^{N}D_{R,T}\cdot W_{R},}
де індекси {\displaystyle R} вказують на компоненти випромінювання різного типу.

## Одиниці вимірювання
Одиницею вимірювання еквівалентної дози іонізуючого випромінювання в системі SI є зіверт. Один зіверт (1 Зв) дорівнює еквівалентній дозі будь-якого виду випромінювання, поглиненої одним кілограмом біологічної тканини, що створює такий же біологічний ефект, як і поглинена доза в один грей рентгенівського, або γ-випромінювання.
Застарілою позасистемною одиницею вимірювання еквівалентної дози є бер (біологічний еквівалент рентгена) — доза опромінення, аналогічна за своєю біологічною дією дозі опромінення рентгенівськими променями в один рентген. Зв'язок з одиницею системи SI: 1 бер=0,01 Зв.

## Еквівалентна та ефективна дози
Еквівалентну дозу не слід плутати з ефективною. Еквівалентна доза H T використовується для оцінювання стохастичного ризику для здоров'я через вплив зовнішніх випромінювань, які рівномірно проходять через весь організм в цілому. Разом з тим, різні тканини та органи мають різну чутливість до опромінення. Для оцінювання впливу випромінювання на різні органи використовують поняття ефективної дози.